# 天神遺跡
座標: 北緯35度51分28.3秒 東経138度23分24.3秒 / 北緯35.857861度 東経138.390083度
天神遺跡（てんじんいせき）は、山梨県北杜市大泉町（旧北巨摩郡大泉村）西井出字天神にある複合遺跡。縄文時代の環状集落を主体とする。

## 立地と地理的・歴史的景観
所在する北杜市大泉町は山梨県北西部に位置する。八ヶ岳南麓の尾根上に立地する。標高は800 - 850メートル付近。現在の北杜市域に含まれる八ヶ岳山麓は湧水地が多く縄文時代や平安時代、中世の遺跡が数多く分布する地域で、北杜市大泉町谷戸に所在する縄文後期の配石遺構を伴う金生遺跡がある。
また、奈良・平安時代の遺跡も多く分布し、八ヶ岳山麓には甲斐の三御牧のひとつである柏前牧が存在していたと考えられている。また、中世の集落、城館も多く、北杜市大泉町谷戸に所在する中世の谷戸城跡が知られる。

## 発掘調査と検出遺構・出土遺物
八ヶ岳南麓は戦後に山梨県農務部の圃場整備事業が行われていた地域で、天神遺跡は1981年（昭和56年）に事業に伴う試掘調査で遺跡の存在が確認され、同年度から翌年にかけて山梨県教育委員会による発掘調査が実施された。
調査区域は10ヘクタール。南側からA-C区に区分され、A区は縄文中期、B区は平安時代、C区は縄文前期を主体とする。81年度にはA・B区が、翌82年にはCの調査が行われ、1993年（平成5年）にも旧大泉村教育委員会（北杜市教育委員会）によるC区の発掘調査が行われている。
A区は縄文時代中期の集落跡で、曽利Ⅱ-Ⅲ式期の建物跡5棟、土坑3基、埋甕5基が検出されたほか、平安時代の建物跡1棟も検出されている。B区は縄文中期五領ヶ台式期の建物跡3棟のほか平安時代の建物跡4棟と土坑13基が検出されている。C区は縄文前期の墓坑群を伴う大規模集落跡で、建物跡61棟（縄文前期諸磯b式期29棟、諸磯c式期10棟、bないしc式期10棟、縄文中期五領ヶ台式期9棟、平安時代の建物跡3棟）、土坑488基が検出されているほか、縄文土器や石器、土偶、土製品などの出土遺物が見られる。
C区の縄文前期建物群は中心の墓坑域を囲む環状を成す中央墓坑形環状集落で、直径は150メートル以上。各建物は直径4-5メートルの円形で、中心に炉を持つ。建物内から遺物が出土している。土器は深鉢・浅鉢、有孔などの器種で、石器は縄文前期に特徴的な打製石斧や磨製石斧、石錐、石匙、石鏃などのほか、土偶1点も出土している。また、墓坑内からは副葬品と考えられている土器や装身具としてヒスイ製の耳飾が出土している。
天神遺跡の周辺には山崎・御所・原田・寺所など縄文前期の集落遺跡が分布し、天神遺跡の環状集落遺構は各集落間の関係を把握する上でも重要なものであると位置づけられている。
出土遺物は山梨県埋蔵文化財センター・山梨県立考古博物館に所蔵されている。